# Halowe Mistrzostwa Świata w Lekkoatletyce 1993 – bieg na 60 m kobiet
Bieg na 60 m kobiet – jedna z konkurencji rozgrywanych podczas halowych mistrzostw świata w lekkoatletyce w 1993. Eliminacje, półfinały oraz finał odbyły się 12 marca.
Do eliminacji zgłoszone zostały 32 zawodniczki z 24 państw.
Zawody w tej konkurencji wygrała reprezentantka Stanów Zjednoczonych Gail Devers. Drugą pozycję zajęła zawodniczka z Rosji Irina Priwałowa, trzecią zaś reprezentująca Ukrainę Żanna Tarnopolska.

## Wyniki

### Eliminacje
Źródło: 
Bieg 1
| Miejsce | Zawodniczka           | Państwo                  | Wynik | Uwagi |
| ------- | --------------------- | ------------------------ | ----- | ----- |
| 1.      | Irina Priwałowa       | Rosja                    | 7,22  |       |
| 2.      | Patricia Girard       | Francja                  | 7,35  |       |
| 3.      | Melinda Gainsford     | Australia                | 7,36  |       |
| 4.      | Patricia Foufoué Ziga | Wybrzeże Kości Słoniowej | 7,39  |       |
| 5.      | Sanna Hernesniemi     | Finlandia                | 7,39  |       |
| 6.      | N'Deye Binta Dia      | Senegal                  | 7,46  |       |
| 7.      | Jacqueline Poelman    | Holandia                 | 7,46  |       |
| 8.      | Éva Barati            | Węgry                    | 7,63  |       |

Bieg 2
| Miejsce | Zawodniczka      | Państwo                   | Wynik | Uwagi |
| ------- | ---------------- | ------------------------- | ----- | ----- |
| 1.      | Teresa Neighbors | Stany Zjednoczone         | 7,32  |       |
| 2.      | Sisko Hanhijoki  | Finlandia                 | 7,37  |       |
| 3.      | Karen Clarke     | Kanada                    | 7,44  |       |
| 4.      | Sara Wüest       | Szwajcaria                | 7,44  |       |
| 5.      | Beatrice Utondu  | Nigeria                   | 7,46  |       |
| 6.      | Cathy Freeman    | Australia                 | 7,48  |       |
| –       | Merlene Ottey    | Jamajka                   | DNS   |       |
| –       | Gail Prescod     | Saint Vincent i Grenadyny | DNS   |       |

Bieg 3
| Miejsce | Zawodniczka            | Państwo         | Wynik | Uwagi |
| ------- | ---------------------- | --------------- | ----- | ----- |
| 1.      | Żanna Tarnopolska      | Ukraina         | 7,22  |       |
| 2.      | Liliana Allen          | Kuba            | 7,33  |       |
| 3.      | Olga Bogosłowska       | Rosja           | 7,37  |       |
| 4.      | Marcia Richardson      | Wielka Brytania | 7,38  |       |
| 5.      | Melanie Paschke        | Niemcy          | 7,42  |       |
| 6.      | Michelle Walsh-Carroll | Irlandia        | 7,47  |       |
| 7.      | Wang Huei-chen         | Chińskie Tajpej | 7,52  |       |
| 8.      | Elvira Dzhabarova      | Azerbejdżan     | 7,68  | NR    |

Bieg 4
| Miejsce | Zawodniczka            | Państwo           | Wynik | Uwagi |
| ------- | ---------------------- | ----------------- | ----- | ----- |
| 1.      | Gail Devers            | Stany Zjednoczone | 7,18  |       |
| 2.      | Beverly Kinch          | Wielka Brytania   | 7,33  |       |
| 3.      | Nelli Cooman           | Holandia          | 7,34  |       |
| 4.      | Sabine Tröger          | Austria           | 7,39  |       |
| 5.      | Marcel Winkler         | Południowa Afryka | 7,46  | NR    |
| 6.      | Keturah Anderson       | Kanada            | 7,58  |       |
| 7.      | Chen Zhaojing          | Chiny             | 7,63  |       |
| –       | Christy Opara-Thompson | Nigeria           | DNS   |       |

### Półfinały
Źródło: 
Bieg 1
| Miejsce | Zawodniczka           | Państwo                  | Wynik | Uwagi |
| ------- | --------------------- | ------------------------ | ----- | ----- |
| 1.      | Gail Devers           | Stany Zjednoczone        | 7,06  | AR    |
| 2.      | Żanna Tarnopolska     | Ukraina                  | 7,21  |       |
| 3.      | Liliana Allen         | Kuba                     | 7,25  |       |
| 4.      | Patricia Foufoué Ziga | Wybrzeże Kości Słoniowej | 7,26  |       |
| 5.      | Nelli Cooman          | Holandia                 | 7,28  |       |
| 6.      | Olga Bogosłowska      | Rosja                    | 7,31  |       |
| 7.      | Sisko Hanhijoki       | Finlandia                | 7,34  |       |
| 8.      | Marcia Richardson     | Wielka Brytania          | 7,41  |       |

Bieg 2
| Miejsce | Zawodniczka       | Państwo           | Wynik | Uwagi |
| ------- | ----------------- | ----------------- | ----- | ----- |
| 1.      | Irina Priwałowa   | Rosja             | 7,08  |       |
| 2.      | Teresa Neighbors  | Stany Zjednoczone | 7,26  |       |
| 3.      | Patricia Girard   | Francja           | 7,31  |       |
| 4.      | Sanna Hernesniemi | Finlandia         | 7,31  |       |
| 5.      | Beverly Kinch     | Wielka Brytania   | 7,34  |       |
| 6.      | Sabine Tröger     | Austria           | 7,36  |       |
| 7.      | Melinda Gainsford | Australia         | 7,43  |       |
| 8.      | Karen Clarke      | Kanada            | 7,53  |       |

### Finał
Źródło: 
| Miejsce | Zawodniczka           | Państwo                  | Wynik | Uwagi |
| ------- | --------------------- | ------------------------ | ----- | ----- |
| 01 !    | Gail Devers           | Stany Zjednoczone        | 6,95  | CR    |
| 02 !    | Irina Priwałowa       | Rosja                    | 6,97  |       |
| 03 !    | Żanna Tarnopolska     | Ukraina                  | 7,21  |       |
| 4.      | Liliana Allen         | Kuba                     | 7,22  |       |
| 5.      | Teresa Neighbors      | Stany Zjednoczone        | 7,26  |       |
| 6.      | Patricia Foufoué Ziga | Wybrzeże Kości Słoniowej | 7,26  |       |
| 7.      | Nelli Cooman          | Holandia                 | 7,29  |       |
| 8.      | Patricia Girard       | Francja                  | 7,31  |       |